# Synophis
Synophis es un género de serpientes de la familia Colubridae. Sus especies se distribuyen por Colombia, Perú y Ecuador.

## Especies
Se reconocen las siguientes ocho especies:
- Synophis bicolor Peracca, 1896
- Synophis bogerti Torres-Carvajal, Echevarría, Venegas, Chávez & Camper, 2015
- Synophis calamitus Hillis, 1990
- Synophis insulomontanus Torres-Carvajal, Echevarría, Venegas, Chávez & Camper, 2015
- Synophis lasallei (Nicéforo-Maria, 1950)
- Synophis plectovertebralis Sheil & Grant, 2001
- Synophis zaheri Pyron, Guayasamin, Peñafiel, Bustamante & Arteaga, 2015
- Synophis zamora Torres-Carvajal, Echevarría, Venegas, Chávez & Camper, 2015